# Vejle–Give Jernbane
Vejle-Give Jernbane är en dansk statsägd järnväg som går mellan Vejle och Give i Region Syddanmark på Jylland i Danmark. Längden på bansträckningen är 32 km.

## Trafik
Det går persontåg varje timme på denna bana. Dessa tåg körs av  GoCollective på sträckan Vejle–Give–Herning–Struer. Vissa tåg är DSB intercitytåg och går ända från Köpenhamn.  Körtiden är cirka 30 minuter mellan Vejle och Give.
Trafikmässigt är Vejle-Give Jernbane och Give-Herning Jernbane en enda järnväg. Det är endast historiskt de är olika.

## Historia
Banan invigdes 1894 som privatbana. En fortsättning mot Herning, Give-Herning Jernbane invigdes 1914 som statsbana. När den började byggas, 1912, övertogs också Vejle-Give Jernbane av staten. 